# Aegotheles savesi
O noitibó-coruja-da-nova-caledónia  ou egotelo-da-nova-caledónia
```
(
Aegotheles savesi
) é uma espécie de 
ave
 da família 
Aegothelidae
, 
endêmica
 da 
Nova Caledônia
.
```

Foram registrados apenas quatro exemplares da espécie: o espécime-tipo foi coletada em 1880, na comuna de Païta, próximo a Nouméa; o segundo espécime data de 1915 e foi posteriormente descoberto em um museu italiano; o terceiro foi encontrado morto no vale de Tchamba na década de 1950, próximo a Païta; e o último registro data de 1998, no vale de Rivière Ni.